# Alan Henderson
Pour les articles homonymes, voir Henderson.
Alan Lybrooks Henderson, né le 2 décembre 1972 à Morgantown (Virginie-Occidentale) est un joueur professionnel américain de basket-ball. Il mesure 2,06 m.

## Biographie
Henderson joue à la Brebeuf Jesuit Preparatory School à Indianapolis, Indiana. Ils perdent le titre de champion de l'État de l'Indiana lors de son année senior face à l'équipe de Glenn Robinson. En 1994, il fait partie de la sélection USA Basketball pour les Goodwill Games.

### Carrière universitaire
À l'heure actuelle, il est le seul joueur de l'université de l'Indiana à être dans le top 5 des marqueurs, rebondeurs, contreurs et intercepteurs. Il joue le Final Four en 1992. Il est accepté à la faculté de médecine de l'université de l'Indiana et de la Howard University en 1995.

### Carrière professionnelle
En 1995, il est sélectionné au 16e rang de la draft 1995 de la NBA par les Hawks d'Atlanta.
Lors de son année rookie (1995-1996) avec les Hawks, il se classe au 2e rang de l'équipe au nombre de contres (52). Durant la saison 1997-1998, il est lauréat du trophée NBA Most Improved Player. Il demeure membre de l'équipe d'Atlanta durant neuf saisons.
Le 4 août 2004, avec Jason Terry, il est transféré aux Mavericks de Dallas contre Antoine Walker et Tony Delk. Il est ensuite transféré aux Bucks de Milwaukee en compagnie de Calvin Booth contre Keith Van Horn le 24 février 2005. Les Bucks écartent Henderson le jour suivant. Le 1er mars 2005, il resigne avec les Mavericks. Le 17 septembre 2005, Henderson signe avec les Cavaliers de Cleveland. Il réalise des moyennes de 8,6 points, 5,3 rebonds et 0,7 passe décisive par match durant sa carrière.
Le 8 septembre 2006, Henderson signe en tant qu'agent libre un contrat avec les 76ers de Philadelphie.
Le 22 février 2007, Henderson est transféré au Jazz de l'Utah avec une somme d'argent et les droits d'un deuxième tour de draft 2007, mais fut laissé libre par l'équipe le 2 mars.
Début avril 2007, il est resigné par les 76ers pour un contrat portant jusqu'à la fin de la saison.